# 千葉県立柏西高等学校
千葉県立柏西高等学校（ちばけんりつかしわにしこうとうがっこう）は、千葉県柏市に所在した公立の高等学校。2007年4月に千葉県立柏北高等学校と統合し、千葉県立柏の葉高等学校となった。校舎は柏の葉高等学校の校舎として使用されている。

## 設置学科
- 普通科

## 所在地
- 〒277-0882 千葉県柏市柏の葉6-1

## 著名な出身者
- 酒井一圭（俳優、歌手「純烈」）
- 木内泰史（ドラマー「サンボマスター）
- 西原翔吾（声優）